# 丰盛胡同
39°55′07″N 116°22′08″E / 39.9186397°N 116.3689335°E
丰盛胡同是位于北京市西城区中部的一条胡同。

## 简介
丰盛胡同东起西四南大街，西到太平桥大街。明朝称“丰城侯胡同”，因此处有丰城侯第而得名，清朝讹为“丰盛胡同”。
明朝的丰城侯李彬，字质文，安徽凤阳定远人。明太祖朱元璋在南京称帝时，李彬任济川卫指挥佥事。燕王朱棣起兵南下进攻时，李彬担任前锋。由于作战立功，累迁右军都督佥事。永乐元年（1403年）获封为丰城侯。此后，李彬率军攻破安南西部，防备倭寇于海上，镇平交阯。此外，《骨董琐记》记载：“今丰盛胡同，或谓即奉圣胡同。为客氏私第所在。”
丰盛胡同是西四南大街以西的一条宽阔的街巷。过去此处多是官宦宅第。清朝昭梿所著《啸亭续录》载：“公宏晀宅在丰盛胡同”。此位名叫“宏晀”的公爵，是康熙帝废太子允礽的第七子，即康熙帝的孙子，生于康熙五十三年（1714年），雍正十二年（1734年）获封辅国公。但他并没有被委以重任，因为其父是废太子。雍正帝死后葬于清西陵，乾隆元年九月（1736年）他被派往清西陵为雍正帝守陵。乾隆三十四年十月（1769年），因事遭革去公爵。乾隆三十九年七月二十二日（1774年）逝世，享年61岁。
丰盛胡同还曾住过清朝的赛尚阿（阿鲁特氏），他曾任文华殿大学士。其子崇绮是同治三年状元，崇绮之女是同治帝的皇后。1900年庚子事变，八国联军占领北京，崇绮全家老小自杀身亡。
光绪年间，丰盛胡同曾有户部右侍郎常麟宅。光绪二十一年（1895年），常麟因事遭革职，其宅也易主。中华民国初年，丰盛胡同曾有荣厚宅。荣厚为伊尔根觉罗氏，历任锦州府知府、吉林省财政厅厅长，满洲国时期曾任中央银行总裁。抗日战争结束后，荣厚被逮捕并押解到苏联伯力，死在狱中。